# Eurylomia curvinervis
Eurylomia curvinervis är en fjärilsart som beskrevs av Felder 1874. Eurylomia curvinervis ingår i släktet Eurylomia och familjen björnspinnare. Inga underarter finns listade i Catalogue of Life.